# Cuarto Gobierno de Rýkov
El Cuarto Gobierno de Rýkov fue el gabinete de la Unión Soviética establecido el 29 de mayo de 1929 con Alekséi Rýkov como jefe de Gobierno, desempeñándose como presidente del Consejo de Comisarios del Pueblo.
Finalizó el 18 de marzo de 1931, cuando el Comité Ejecutivo Central de la Unión Soviética aprobó a una nueva composición del Sovnarkom.

## Composición
| Comisario del Pueblo                     | Titular                         | Partido |
| ---------------------------------------- | ------------------------------- | ------- |
| Presidente                               | Alekséi Rýkov (1929-1930)       | PCU (b) |
| Presidente                               | Viacheslav Mólotov (1930-1931)  | PCU (b) |
| Administrador de Asuntos                 | Nikolái Gorbunov (1929-1930)    | PCU (b) |
| Administrador de Asuntos                 | Platón Kérzhentsev (1930-1931)  | PCU (b) |
| Vicepresidentes                          | Sergó Ordzhonikidze             | PCU (b) |
| Vicepresidentes                          | Jānis Rudzutaks                 | PCU (b) |
| Vicepresidentes                          | Valerián Kúibyshev              | PCU (b) |
| Vicepresidentes                          | Vasili Schmidt                  | PCU (b) |
| Vicepresidentes                          | Andréi Andréiev                 | PCU (b) |
| Asuntos Exteriores                       | Gueorgui Chicherin (1929-1930)  | PCU (b) |
| Asuntos Exteriores                       | Maksim Litvínov (1930-1931)     | PCU (b) |
| Asuntos Militares y Navales              | Kliment Voroshílov              | PCU (b) |
| Comercio Exterior e Interior (1929-1930) | Anastás Mikoyán                 | PCU (b) |
| Comercio Exterior (1930-1931)            | Arkadi Rozengoltz               | PCU (b) |
| Abastecimiento                           | Anastás Mikoyán                 | PCU (b) |
| Ferrocarriles                            | Jānis Rudzutaks (1929-1930)     | PCU (b) |
| Ferrocarriles                            | Moiséi Rujimóvich (1930-1931)   | PCU (b) |
| Correos y Telégrafos                     | Nikolái Antípov                 | PCU (b) |
| Consejo Supremo de Economía Nacional     | Valerián Kúibyshev (1929-1930)  | PCU (b) |
| Consejo Supremo de Economía Nacional     | Sergó Ordzhonikidze (1930-1931) | PCU (b) |
| Trabajo                                  | Nikolái Uglánov (1929-1930)     | PCU (b) |
| Trabajo                                  | Antón Tsijon (1930-1931)        | PCU (b) |
| Inspección de Trabajadores y Campesinos  | Sergó Ordzhonikidze (1929-1930) | PCU (b) |
| Inspección de Trabajadores y Campesinos  | Andréi Andréiev (1930-1931)     | PCU (b) |
| Finanzas                                 | Nikolái Briujánov (1929-1930)   | PCU (b) |
| Finanzas                                 | Grigori Grinkó (1930-1931)      | PCU (b) |
| Agricultura                              | Yákov Yákovlev                  | PCU (b) |
| Transporte de Agua                       | Nikolái Janson                  | PCU (b) |